# Haus zur Hundskugel

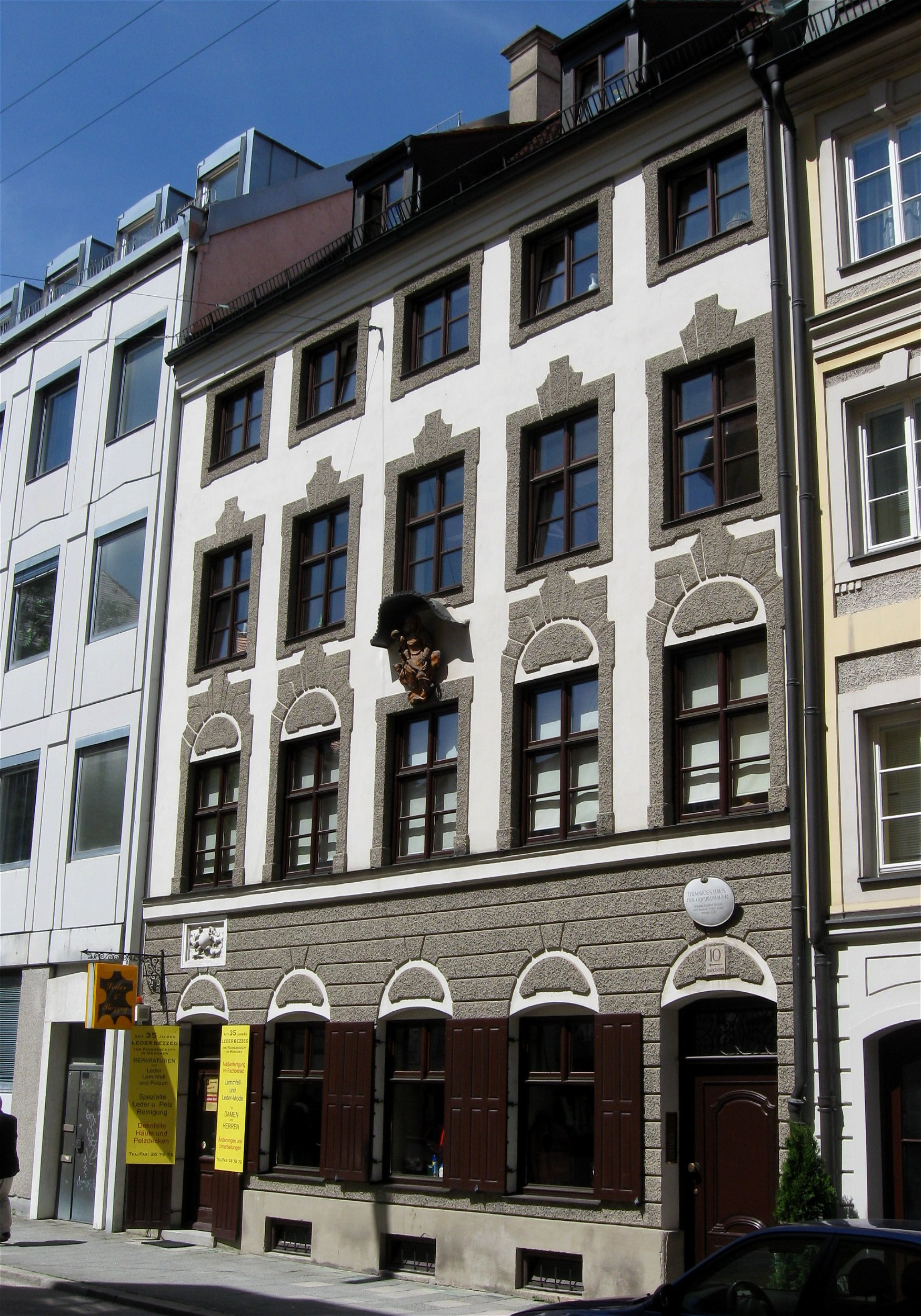
Haus zur Hundskugel

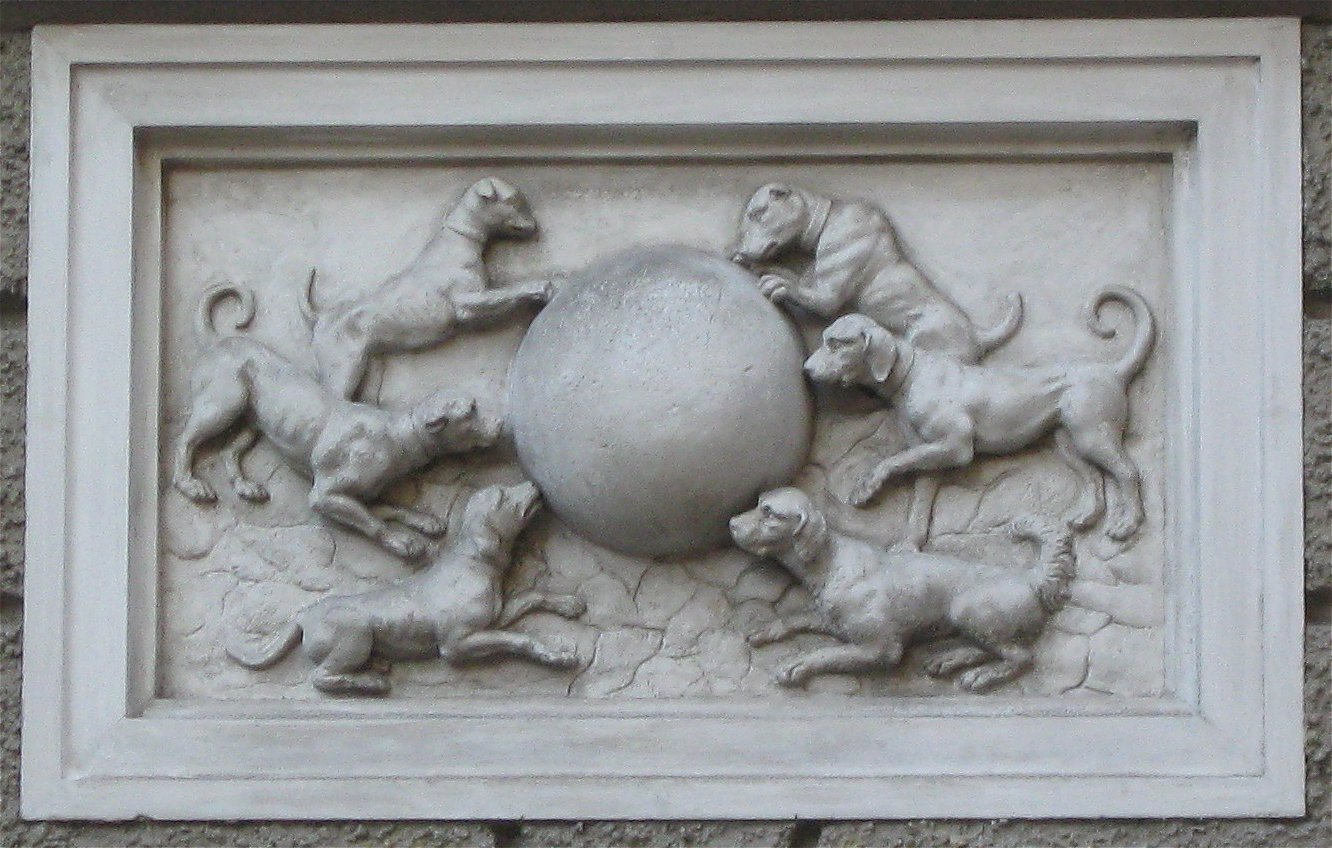
Holzrelief von Roman Anton Boos

Das Haus zur Hundskugel ist ein Altmünchner Bürgerhaus. Es liegt in der Münchner Altstadt im Hackenviertel in der Hackenstraße 10. Das viergeschossige Gebäude entstand 1741 durch einen Umbau, vermutlich durch Johann Michael Fischer. Hier wohnten nach Augustin Ostermayer, dem Besitzer zum Zeitpunkt des Umbaus, auch beispielsweise die Bildhauer Johann Baptist Straub und Roman Anton Boos. Das Gebäude ist als Baudenkmal in die Denkmalliste des Freistaats Bayern eingetragen.
Die Benennung Hundskugel stammt nicht von der Hundsgugel ab, dem Typus eines mittelalterlichen „Ritterhelms“. Vielmehr leitet das Haus seinen Namen von seinem Hauszeichen ab, einem Holzrelief von Roman Anton Boos, das sechs Hunde zeigt, die mit einem Ball spielen. Auch die Straße, an der das Haus liegt, trug um das Jahr 1900 die Bezeichnung Hundskugel.
Nicht zu verwechseln ist das Haus zur Hundskugel mit dem drei Häuser weiter an der Ecke Hotterstraße gelegenen, ebenfalls denkmalgeschützten Gasthaus zur Hundskugel, das von 1440 bis 2011 betrieben wurde.